# Eudactylina spinifera
Eudactylina spinifera är en kräftdjursart som beskrevs av C. B. Wilson 1932. Eudactylina spinifera ingår i släktet Eudactylina och familjen Eudactylinidae. Inga underarter finns listade i Catalogue of Life.